# قاي غوسلين
قاي غوسلين (بالإنجليزية: Guy Gosselin)‏ هو لاعب هوكي الجليد أمريكي، ولد في 6 يناير 1964 في روشستر في الولايات المتحدة.

## وصلات خارجية
- قاي غوسلين على موقع دوري الهوكي الوطني (الإنجليزية)
- قاي غوسلين على موقع قاعة مشاهير الهوكي (لاعب أن.إتش.أل) (الإنجليزية)
- قاي غوسلين على موقع EliteProspects.com (الإنجليزية)
- قاي غوسلين على موقع HockeyDB.com (الإنجليزية)
- قاي غوسلين على موقع Hockey-Reference.com (الإنجليزية)
- قاي غوسلين على موقع أوليمبيديا (الإنجليزية)